# Juba Adolf (gyógypedagógus)
Juba Adolf Gyula (Újvidék, 1864. június 22. – Budapest, Erzsébetváros, 1928. április 10.) orvos, az iskola-egészségügy egyik neves úttörője, Juba Adolf (1909–1961) ideg-elmeszakorvos apja.

## Életútja
Juba Adolf szappangyáros és Mayer Hermina (1845–1925) fia. Középiskoláit az újvidéki királyi katolikus magyar főgimnáziumban végezte. Az egyetemi éveket Budapesten és Bécsben töltötte. 1885 decemberben tanulmányutat tett Szerbiában az orvosi viszonyok megismerése végett. 1886-ban a Budapesti Tudományegyetemen orvosdoktori oklevelet szerzett és ezután mint orvos a fő- és székvárosban működött. Magántanári képesítését is az iskolai egészségügy témakörében szerezte. Reformjavaslatai nevezetesek. Halálát szervi szívbaj okozta.
Felesége polorékai Polereczky Jolán Terézia Gabriella tanítónő volt, akivel 1906. június 23-án Egerben kötött házasságot.
A Fiumei úti sírkertben nyugszik.

## Művei
- A szerb hadsereg egészségügye. (Az 1885. szerb-bolgár háborúban). Budapest, 1886. (Váli Ernővel együtt. Különnyomat az Orvosi Hetilapból).
- A belső bajok klinikai kórisméje. Bakteriologiai, vegyi és mikroskopiai vizsgálati módszerek segélyével. Dr. Jaksch Rezső után ford. ... Átvizsgálta Hőgyes Endre. Bpest, 1891. (M. orvosi könyvkiadó társulat Könyvtára LXIII.)
- Előadások a gyermekek betegségeiről. Kézikönyv orvosok és orvostanhallgatók számára. Dr. Hensch Ede után ford. ... Átnézte Hőgyes Endre. Uo. 1893. (Magyar orv. könyvk. társ. Könyvtára LXVII.)
- Az iskolai egészségügy reformja (Budapest, 1896)
- Az erdei iskola. Magyar Paedagógia, 1908. 204-217.
- A kinaesthesiás írás–olvasás tanításának módszere élettani és orvosi szempontból (Budapest, 1909)
- Az ember élet- és egészségtana polgári és felsőbb leányiskolák számára (Budapest, 1909, 2. kiadás: 1911, 3. kiadás: 1915)
- A tanulók foghygienéje (Budapest, 1912)
- A középiskolai reform (Budapest, 1913)